# Stadtbahn Krakau

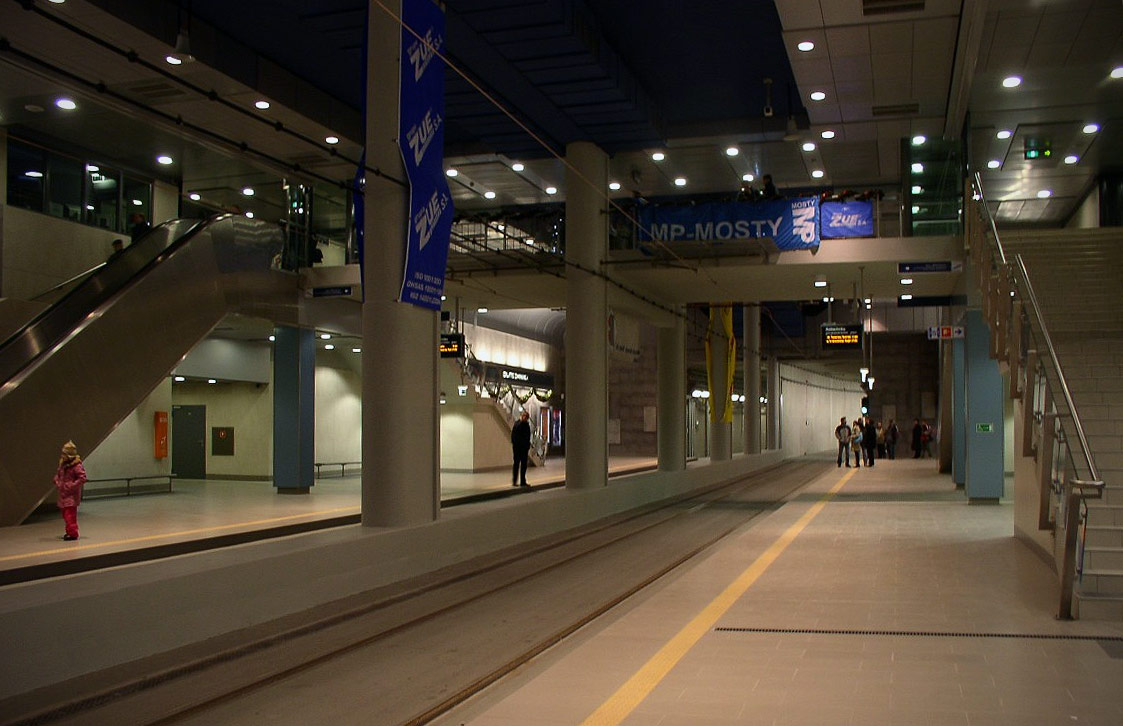
Haltestelle im Tunnel unter dem Hbf

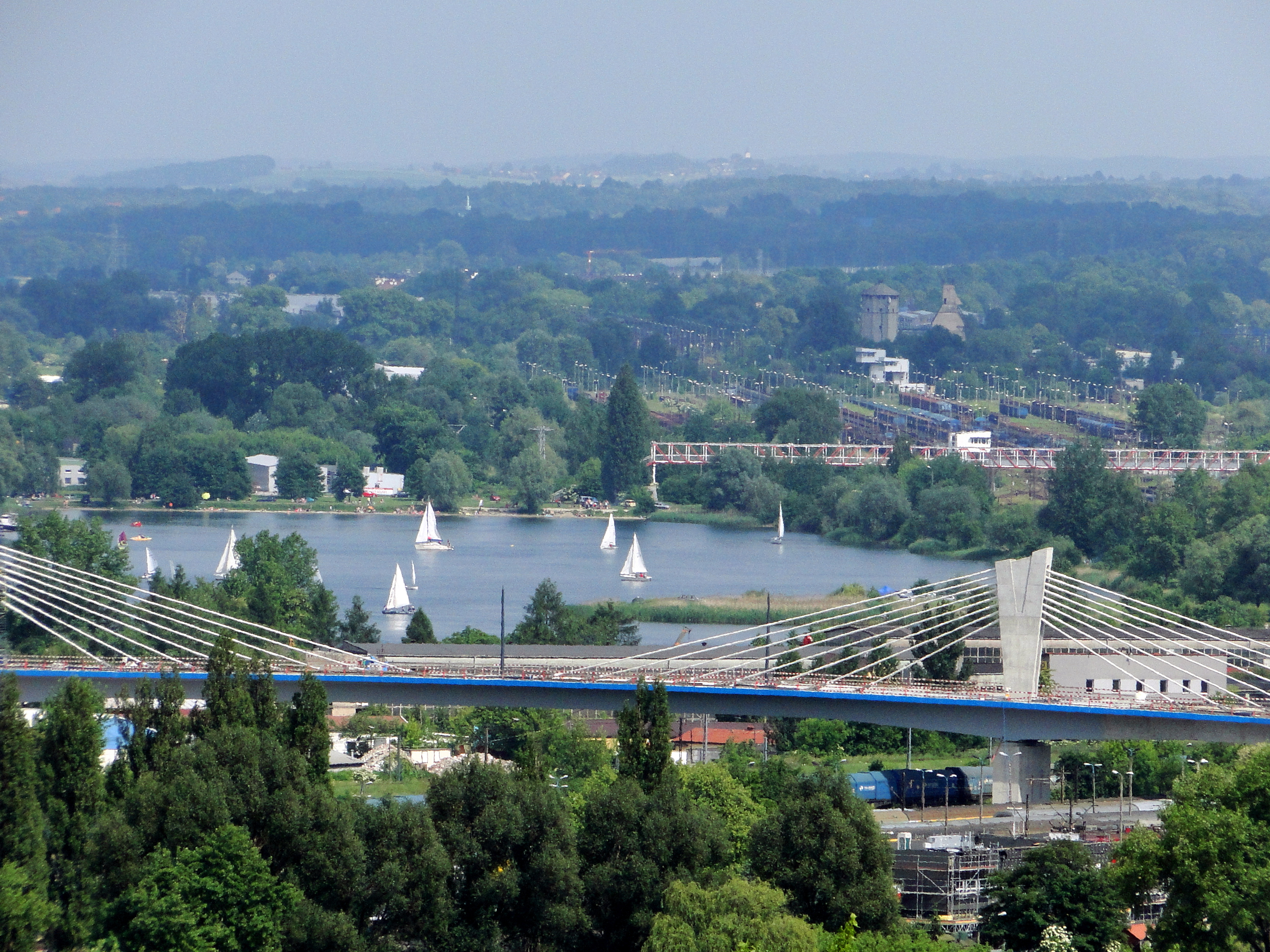
Bau der Estakade bei Bagry 2015

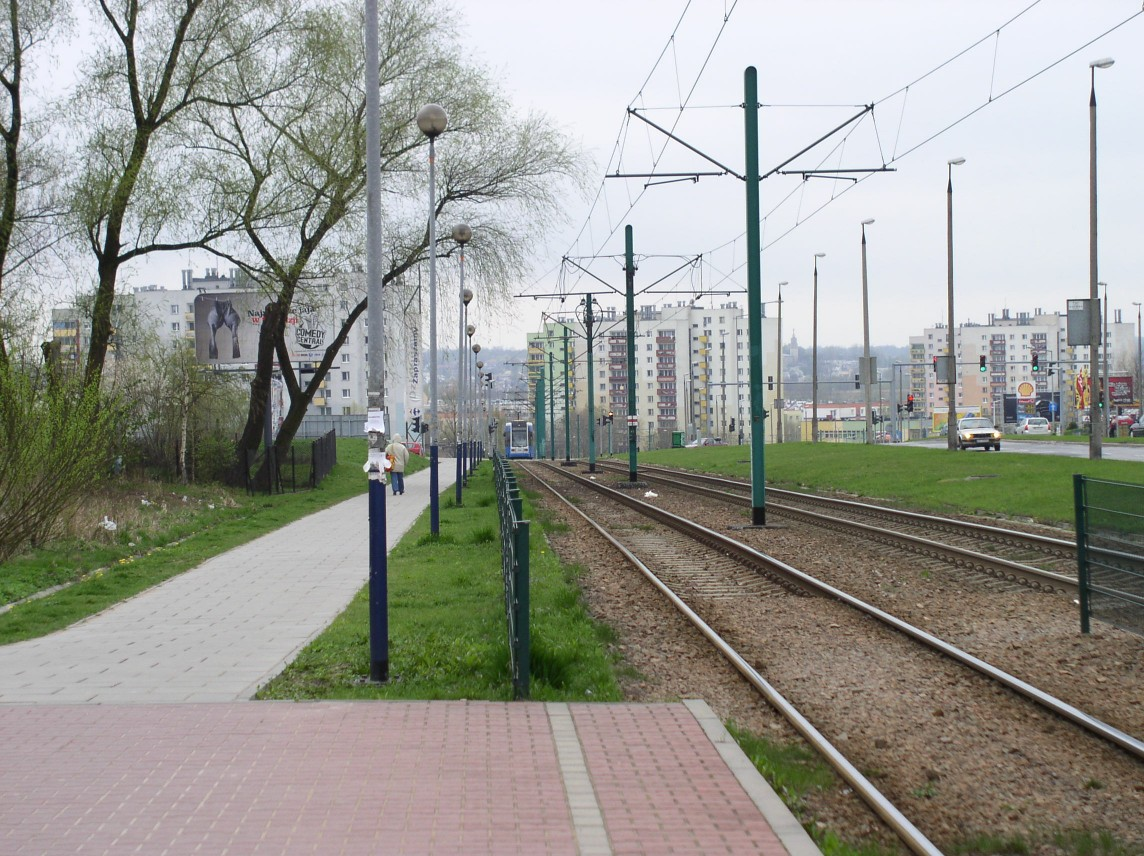
Stadtbahngleis in Richtung Kurdwanów

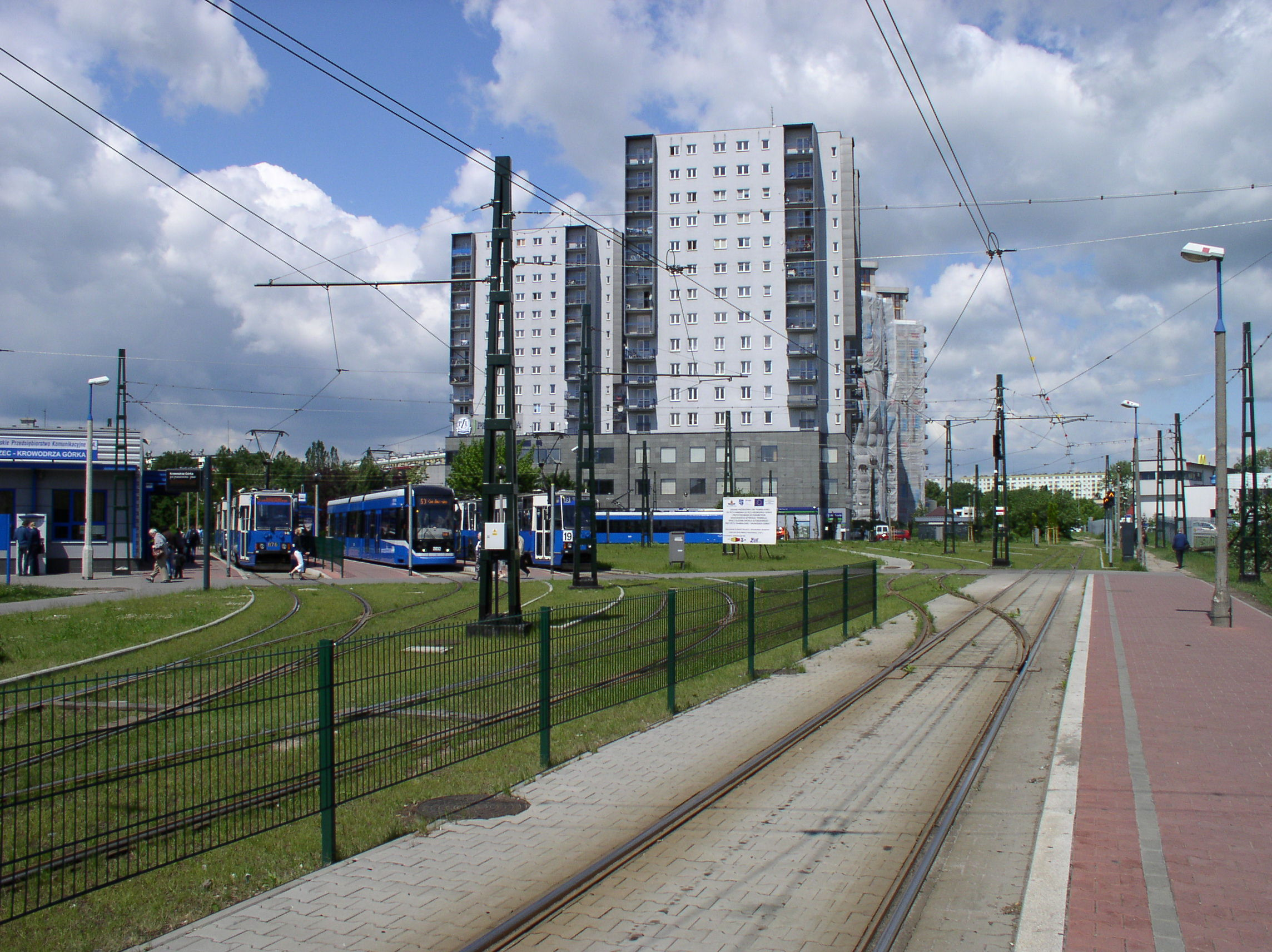
Im Jahr 2007 modernisierte Wendeschleife Krowodrza Górka mit Straßenbahn und Busbahnhof

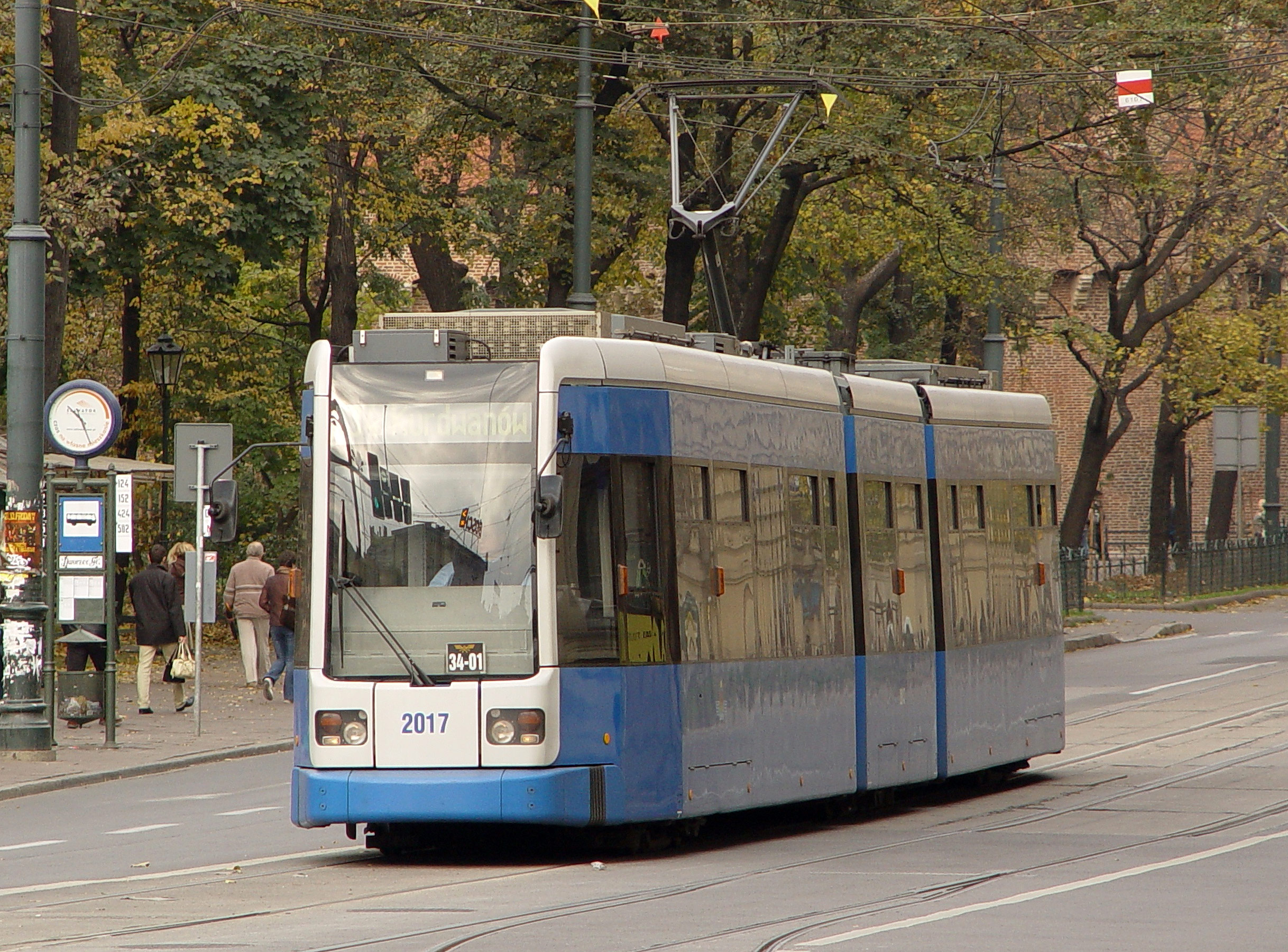
Niederflurwagen aus der zweiten Lieferung

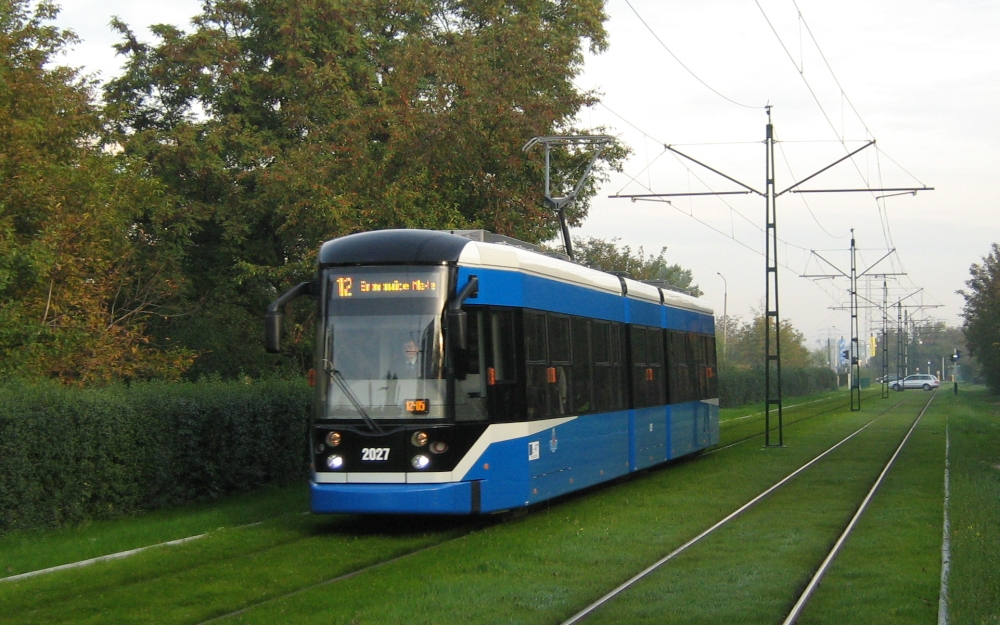
Niederflurwagen aus der dritten Lieferung

Die Krakauer Stadtbahn (polnisch Krakowski szybki Tramwaj) ist ein Projekt zur Herstellung einer schnellen und komfortablen Straßenbahn-Verbindung zwischen den nördlichen und südlichen Stadtteilen Krakaus. Mittelfristig sollen weitere Straßenbahn-Durchmesserlinien in Krakau ebenfalls auf einen beschleunigten stadtbahnähnlichen Betrieb umgestellt werden.

## Planungsgeschichte
Im Jahr 1974 fing man an, einen unterirdischen Tunnel für die Straßenbahnen im Bereich des Hauptbahnhofes zu bauen.
Im Jahr 1990 baute man einen Abschnitt in der Länge von 180 Metern. Im Jahr 1994 wurde ein Dokument anerkannt, das die Stadtbahn als neues Nahverkehrssystem akzeptierte.
Seit dem Jahr 1995 hat man über vier Jahre 605 Meter Tunnel unter der "ul. Lubomirskiego" gebaut.
Die Arbeiten wurden in mehrere Baulose eingeteilt.
- Baulos I (Fertigstellung am 1. Oktober 2000): Bau der Straßenbahnlinie nach Kurdwanów zur Straße nach Wieliczka (ul. Wielicka) (unterdessen der Bau der Wendeschleife im Stadtteil Kurdwanów, Umbau der Kreuzung "ul. Nowosądecka/ul. Wielicka" sowie Modernisierung des Gleiskörpers an der Straße nach Wieliczka)
- Baulos II (fertiggestellt im Herbst 2008): Bau der Strecke von "Rondo Grzegórzeckie" nach Krowodrza (unterdessen Bau des Tunnels auf dem Abschnitt "Rondo Mogilskie" – "Krakau Hbf Tunnel" – "Technische Universität/Politechnika Krakowska") und die bereits beendete Modernisierung des existierenden Abschnittes von "ul. Kamienna" zur Siedlung "Krowodrza Górka". Auf der Strecke der Krakauer Stadtbahn (Premetro) befinden sich zwei unterirdische Haltestellen „Politechnika“ (zweigeschossig) und „Dworzec Główny Tunel“ (Hauptbahnhof). Die Strecke wurde am 11. Dezember 2008 in Betrieb genommen.
- Baulos III (bis Ende 2011): Bau der Straßenbahnlinie von "Rondo Grzegórzeckie" nach "ul. Wielicka" über die "Kotlarski-Brücke" (Most Kotlarski)
- Baulos IV (bis Ende 2013): Bau der Straßenbahnlinie an der "ul. Lipska".

## Technische Bemerkungen
Derzeit werden die bereits fertiggestellten Stadtbahnstrecken von den Straßenbahnlinien 50 und 52 bedient. Diese haben jeweils eine Länge von 14 und 18 Kilometern. Die Straßenbahnschienen führen durch den ersten Stadtbahntunnel Polens, in welchem die Züge laut Planungen nach Bauabschluss mit einer Geschwindigkeit von 60 km/h fahren sollen.
Damit der auf den Schnellstrecken erzielte Geschwindigkeitsvorteil nicht an Rot zeigenden Signalen verschenkt wird, wird eine Verkehrssignalbeeinflussung eingeführt, welche von Siemens realisiert wird. Dieses System sollte bereits im Jahr 2007 in Betrieb genommen werden, was allerdings durch die Verspätung des Umbaus von "Rondo Mogilskie" erst im November 2008 geschah.

## Fahrzeuge
Die Krakauer Stadtbahn wird ausschließlich von Niederflurfahrzeugen bedient werden. Deswegen haben die Krakauer Verkehrsbetriebe für die Bedienung der stadtbahnmäßig ausgebauten Linien neue Straßenbahnen gekauft.
Die Wahl fiel auf die NGT6 der kanadischen Firma Bombardier Transportation.
Bis jetzt kamen drei Lieferungen:
- 1999 – 14 Fahrzeuge
- 2004 – 12 Fahrzeuge
- 2007/2008 – 24 Fahrzeuge

Für den Einsatz auf in den nächsten Jahren an den Start gehende Strecken ist die Bestellung weiterer 24 Exemplare vorgesehen, die Wahl fiel NGT8. Die Auslieferung soll im März 2012 beginnen. Provisorisch sollen gebraucht erworbene Wagen aus Wien (E1 + c3) aushelfen, die in ihrer alten Heimat ebenfalls auf Tunnelstrecken (UStrab) eingesetzt wurden. Ihr großer Nachteil ist aber eine hochflurige Bauweise, was den Fahrgastwechsel in den Stationen verzögert.
Nach der Fertigstellung des zweiten Bauloses, aber vor der Fertigstellung des dritten, wird die erste Stadtbahnstrecke erstellt von Kurdwanów über die ul. Witosa, ul. Nowosądecka, ul. Wielicka, ul. Limanowskiego, ul. Na Zjeździe, ul. Starowiślna, ul. Dietla, ul. Grzegórzecka, Al. Powstania Warszawskiego, zu Rondo Mogilskie, mit dem Tunnel unter der ul. Lubomirskiego und dem Hauptbahnhof mit dem Ausgang in der Nähe der Technischen Universität Krakau (Politechnika Krakowska), weiter zur ul. Kamienna und zum Endpunkt, der Schleife Krowodrza Górka (ca. 13 km).

## Finanzierung
Das Projekt wird von der Stadt finanziert. Seit Oktober 1998 ist der Co-Investor die Krakauer Agentur für Entwicklung (Agencja Rozwoju Miasta Krakowa). Zur Finanzierung der Investition wurden Kredite bei der Europäischen Bank für Wiederaufbau und Entwicklung und der Europäischen Investitionsbank aufgenommen.

## Bibliografie
- ISSN 1898-9039. Kraków.pl Nr. 18, 12 listopada 2008. Strony 4–8
- Informacje o inwestycji na stronach Agencji Rozwoju Miasta (Memento vom 20. Januar 2009 im Internet Archive)